# Jim Banks
James Edward Banks (Columbia City, Indiana, 1979. július 16. –) amerikai politikus, katona, 2024-ben a republikánus jelöltként megnyerte Indiana szenátorválasztását. 2017 és 2025 között az állam harmadik választókerületét képviselte az Egyesült Államok Kongresszusában.
Tanulmányait az Indianai Egyetemen végezte, amit követően az ingatlaniparban dolgozott. 2008-ban választották meg első politikai posztjára, Whitley megye tanácsának tagjaként, a párt megyei elnöke is volt. 2010-ben választották meg az állami szenátusba, 2012 óta az amerikai haditengerészet tagja, így 2014–2015-ben rövid időre elhagyta posztját, hogy Afganisztánban szolgáljon, helyét átmenetileg felesége vette át. 2016-ban választották meg az Egyesült Államok Képviselőházába, amit követően még háromszor újraválasztották.
Banks ellenezte a diákhitelek elengedését, támogatta az Obamacare visszavonását, nem hisz az éghajlatváltozásban, ellenzi az abortuszhoz való jogot, az azonos neműek házasságát, eltiltaná a transznemű személyeket a hadseregben való szolgálattól, támogatta Izraelt a Hamász elleni háborúja közben.